# C3H5Cl
化学式C3H5Cl（摩尔质量：76.52 g/mol）可能指：
- 烯丙基氯（3-氯丙烯），CAS号：107-05-1
- 丙烯基氯（1-氯丙烯），CAS号：590-21-6
- 2-氯丙烯，CAS号：557-98-2
- 氯环丙烷，CAS号：7393-45-5

|  | 这个同类索引页列出了具有相同分子式的化学物（即同分異構體）条目。 除非您是有意链接至本页，否则应将相应条目的内部链接指向正确的条目。 |